# もろしま (掃海艇・2代)
もろしま（ローマ字：JDS Moroshima, MSC-667）は、海上自衛隊の掃海艇。はつしま型掃海艇の19番艇。艇名は諸島に由来する。うじしま型掃海艇「もろしま」に次いで日本の艦艇としては2代目。

## 艦歴
「もろしま」は、昭和60年度計画掃海艇367号艇として、日本鋼管鶴見造船所で1986年5月22日に起工され、1987年6月11日に進水、1987年12月19日に就役し、同日就役の「おぎしま」とともに第1掃海隊群隷下に第19掃海隊を新編し、呉に配備された。
1996年3月1日、第1掃海隊群第14掃海隊（呉）に編入。
1998年3月23日、佐世保地方隊沖縄基地隊第46掃海隊に編入。
1999年2月22日05:14頃、周防灘掃海特別訓練に参加中、民間商船第一長栄丸（196総トン）と宇部沖で接触事故を起こした。事故当時「もろしま」は訓練海域の外側で警戒にあたっていた。損傷は双方とも軽微で死傷者はなかった。
2005年2月9日、除籍。